# Cavazza (biografski roman)
Cavazza: biografski roman je roman avtorice Vesna Milek. Izšel je leta 2011 pri Študentski založbi, ponatis pa leta 2022. 
Milek je knjigo napisala po izpovedi Borisa Cavazze, dodana so pričevanja Sebastjana Cavazze, Oriane Girotto in Marijane Hlebš.

### Kritika
Kritičarka Iva Kosmos je za časopis Dnevnik napisala, da v prvem delu ni časovne in čustvene distance, ki bi omogočila večplastno refleksijo, v drugem delu pa je preveč patosa, sentimentalizma in romantične idealizacije. Drugi del romana, ki vsebuje izpovedi družinskih članov in sodelavcev, se ji je zdel slabši od prvega, ker omenjeni v izogib zameri ponavljajo že izrečeno hvalo, polno klišejskih besed, zaradi česar bralec ne izve ničesar novega.